# ليزا هيلدر
ليزا هيلدر (بالهولندية: Liza Helder)‏ هي متسابقة ملكة الجمال وعارضة هولندية، ولدت في 23 مايو 1989 في أورنجستاد في أروبا.